# Sayam
Sayam (auch: Sagam) ist ein Dorf in der Landgemeinde Gueskérou in Niger.

## Geographie
Das Dorf liegt auf einer Höhe von 299 m in der Ebene Kadzell. Es befindet sich rund 39 Kilometer nordwestlich des Hauptorts Gueskérou der gleichnamigen Landgemeinde, die zum Departement Diffa in der gleichnamigen Region Diffa gehört. Zu den Siedlungen in der näheren Umgebung von Sayam zählen Waragou im Südosten, N’Guel Kolo im Südwesten und Issari im Westen.
Die Landschaft um Sayam ist von Sanddünen geprägt. Die dominierenden Baumarten sind Acacia raddiana, der Gummiarabikumbaum, Leptadenia pyrotechnica, der Oscher und die Wüstendattel. In den Senken zwischen den Dünen gedeiht die Grasart Cenchrus biflorus. Im Dreieck zwischen Sayam, Kossotori und N’Guigmi leben Dorkasgazellen. Sayam ist Teil der 860.000 Hektar großen Important Bird Area des Graslands und der Feuchtgebiete von Diffa. Zu den in der Zone beobachteten Vogelarten zählen Arabientrappen, Beaudouin-Schlangenadler, Braunrücken-Goldsperlinge, Fuchsfalken, Nordafrikanische Lachtauben, Nubiertrappen, Prachtnachtschwalben, Purpurglanzstare, Rothalsfalken, Sperbergeier und Wüstenspechte als ständige Bewohner sowie Rötelfalken, Steppenweihen und Uferschnepfen als Wintergäste.

## Bevölkerung
Bei der Volkszählung 2012 hatte Sayam 232 Einwohner, die in 30 Haushalten lebten. Bei der Volkszählung 2001 betrug die Einwohnerzahl 430 in 84 Haushalten und bei der Volkszählung 1988 belief sich die Einwohnerzahl auf 56 in 9 Haushalten.

## Wirtschaft und Infrastruktur
In Sayam befindet sich ein Nebenzentrum des Centre de Multiplication du Bétail (CMB), einer dem Landwirtschaftsministerium unterstehenden Einrichtung für die Vermehrung des Viehbestands in Niger. Es erstreckt sich über eine Fläche von 29.000 Hektar und ist damit das flächenmäßig drittgrößte CMB-Areal nach jenen in Ibécétane und Batté Centre. Weitere CMB-Stationen befinden sich in Daréki, Facoranch, Maradi und Toukounous. Das Nebenzentrum in Sayam ist auf die Zucht von Zebus und der Rinderrasse Kouri spezialisiert.
Mit einem Centre de Santé Intégré (CSI) ist ein Gesundheitszentrum im Ort vorhanden. Das nigrische Unterrichtsministerium richtete 1996 gemeinsam mit dem Welternährungsprogramm der Vereinten Nationen zahlreiche Schulkantinen in von Ernährungsunsicherheit betroffenen Zonen ein, darunter eine für Nomadenkinder in Sayam. Die beiden Niederschlagsmessstationen im Dorf wurden 1981 beziehungsweise 1986 in Betrieb genommen.